# Полёт ведьм
«Полёт ведьм» (исп. Vuelo de Brujas) — картина испанского художника Франсиско Гойи, написанная в 1797—1798 годах.

## История
Картина «Полёт ведьм» была приобретена семьёй испанских грандов герцогом Педро Тельес-Хироном и герцогиней Марией Осуна в 1798 году. «Полёт ведьм» входит в серию картин Франсиско Гойи, связанных с колдовством и ведьмами («Заклинание», «Ведьминский шабаш» 1798 года и «Ведьминский шабаш» 1823 года, «Ведьминская кухня», «Дьявольская лампа» и «Каменный гость»). Некоторые критики считают картину «самым красивым и мощным из рисунков ведьм Гойи».
Картина размещалась в поместье грандов Ла-Аламеда на окраине Мадрида. В 1896 году «Полёт ведьм» был продан Рамону Ибарре на публичных торгах имущества поместья семьи Осуна. В 1985 году картину приобрёл Хайме Ортис Патиньо. В 1999 году полотно было приобретено музеем Прадо.

## Описание
В центре картины размещены три полуобнажённых ведьмы в покаянных одеждах Санбенито (принудительное одеяние для еретиков, которое использовалось во времена испанской инквизиции). Три ведьмы левитируют, поднимая вверх извивающуюся обнажённую фигуру человека. Они прижимают рты к своей жертве, пожирая её плоть или высасывая кровь.
Внизу два человека в крестьянской одежде отшатываются от чудовищного зрелища: один бросился ничком на землю, прикрыв уши; другой, накрывшись куском материи, пытается убежать, делая охранительный жест обеими руками, складывая из пальцев кукиши, чтобы уберечься от ведьм. Справа изображён осёл.

## Трактовки
По мнению ряда искусствоведов, картина представляет собой рационалистическую критику суеверий и невежества, особенно в религиозных вопросах: ведьмы здесь символизируют насилие испанской инквизиции (восходящие языки пламени на головных уборах их санбенито указывает на то, что летящие создания были осуждены как нераскаявшиеся еретики, а значит будут сожжены на костре). О том, что ведьмы уже были в руках инквизиции, говорят их головные уборы, выглядящие как католические епископские митры с характерными двойными остриями. Таким образом, можно трактовать картину как обвинение судов инквизиции, действия которых неявно приравниваются к суевериям и ритуальным жертвоприношениям. Кроме того, осёл также выступает как традиционный символ невежества.